# Procedura legislativa ordinaria
La procedura legislativa ordinaria (Art. 294 TFUE), (prima del Trattato di Lisbona cosiddetta procedura di codecisione) è una delle procedure legislative dell'Unione europea. In essa il Parlamento interviene attivamente nel processo legislativo comunitario, non limitandosi a fornire pareri, ma potendo modificare il testo sottoposto all'esame degli organi legislativi dalla Commissione. 
La procedura di codecisione (in cui il Parlamento è colegislatore con il Consiglio) è stata introdotta con il Trattato di Maastricht e progressivamente estesa ad altri settori. Con i successivi accordi di Amsterdam e Nizza e infine con il Trattato di Lisbona diventa la procedura ordinaria di approvazione degli atti legislativi dell’Unione europea ed è denominata procedura legislativa ordinaria.

## La procedura
La Procedura legislativa ordinaria prevede tre fasi o letture:

### Prima lettura

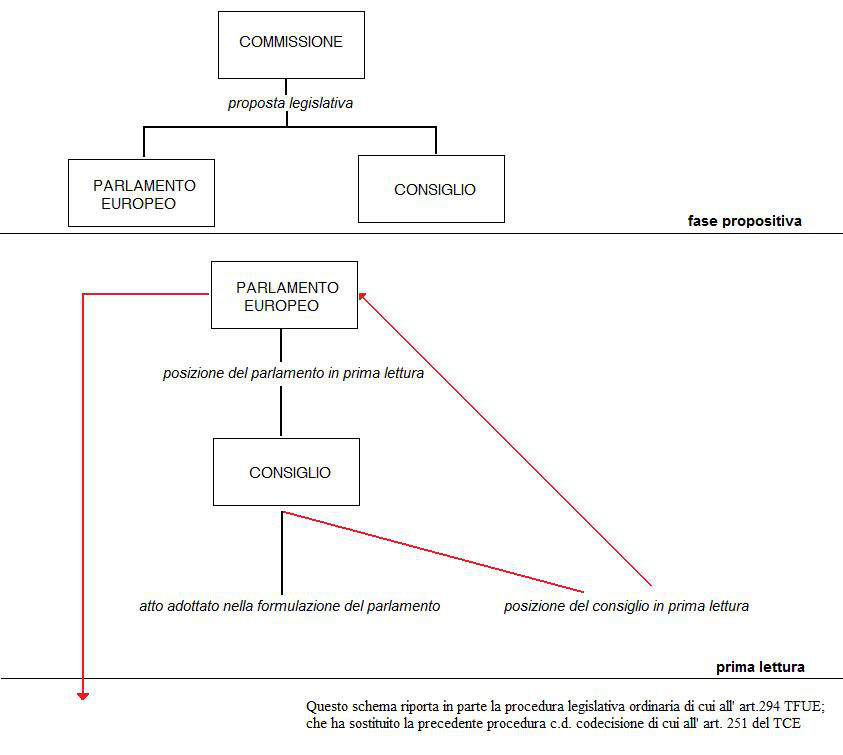
La prima lettura

La procedura è avviata quando la Commissione europea presenta una proposta legislativa al Consiglio e al Parlamento europeo. La Commissione sottopone contemporaneamente la proposta all'esame dei parlamenti nazionali e, in taluni casi, del Comitato delle regioni e del Comitato economico e sociale.
Le proposte legislative sono adottate dal collegio dei membri della Commissione mediante procedura scritta (senza discutere il testo) o mediante procedura orale (con discussione). Se è richiesta una votazione, la Commissione delibera a maggioranza semplice.
Secondo quanto previsto dai trattati, la Commissione è l’istituzione cui spetta di regola il potere di proporre l’adozione di atti dell’Unione.
Seppure di norma sia la Commissione a detenere autonomamente il potere di iniziativa, vi sono dei casi in cui l’esercizio di questo potere è indotto da una richiesta esterna alla Commissione: può essere determinato da una richiesta formulata dal Parlamento europeo, dal Consiglio, da un milione di cittadini dell’Unione.
Il Parlamento su di essa formula la sua posizione, nella quale può proporre o meno emendamenti, e la invia al Consiglio. Se il Consiglio accetta gli emendamenti proposti l’atto viene adottato senza ulteriori adempimenti. Se invece non approva la posizione del Parlamento europeo, il Consiglio adotta la sua posizione in prima lettura e la trasmette al Parlamento europeo.

### Seconda lettura
Se entro un termine di tre mesi da tale comunicazione, il Parlamento europeo:
- approva la posizione del Consiglio o non si è pronunciato, l’atto in questione si considera adottato;
- respinge la posizione del Consiglio, a maggioranza dei membri che lo compongono, l’atto proposto si considera non adottato;
- propone emendamenti alla posizione del Consiglio, a maggioranza dei membri che lo compongono, il testo così emendato è comunicato al Consiglio e alla Commissione che formula un parere su tali emendamenti. A questo punto, entro un termine di tre mesi dal testo così emendato, il Consiglio può:
  - approvare tutti gli emendamenti e l’atto in questione si considera adottato;
  - non approvare tutti gli emendamenti e il presidente del Consiglio, d’intesa con il presidente del Parlamento europeo, convoca entro sei settimane uno speciale organo: il Comitato di conciliazione.

Per l'approvazione di ciascuno degli emendamenti proposti dal Parlamento Europeo, il Consiglio dovrà deliberare a maggioranza qualificata se, su quell'emendamento, la Commissione aveva formulato un parere favorevole. Sarà invece necessaria l'unanimità se il parere della Commissione era sfavorevole.

### Fase di Conciliazione
Il Comitato di conciliazione si compone di un numero uguale di membri del Parlamento e di rappresentanti del Consiglio e deve concordare un progetto che sia accettabile per entrambe le istituzioni, entro un termine di sei settimane dalla convocazione.
Se, entro un termine di sei settimane dalla convocazione, il Comitato di conciliazione non approva un progetto comune, l’atto in questione si considera non adottato; se, invece, entro il termine di sei settimane, il Comitato di conciliazione approva un progetto comune, questo viene trasmesso al Parlamento e al Consiglio per una terza lettura.

### Terza lettura
Sia il Parlamento che il Consiglio devono reagire entro sei settimane, a decorrere dalla data in cui il progetto comune è stato approvato.
Il Parlamento europeo esamina il progetto comune e può:
- respingerlo o non pronunciarsi su di esso: la proposta non è adottata e la procedura si conclude;
- approvare il progetto: se il Consiglio si allinea, l'atto legislativo è adottato.

Il Parlamento approva il progetto comune a maggioranza semplice dei voti espressi.
Il Consiglio esamina il progetto comune. Se esso:
- lo respinge o non si pronuncia, la proposta non entra in vigore e la procedura si conclude;
- approva il progetto, e il Parlamento fa lo stesso, l'atto legislativo è adottato.

Il Consiglio approva il progetto comune a maggioranza qualificata.

### Il Trilogo
Il Trilogo è un tipo di incontro adoperato nella procedura legislativa dell’Unione europea (UE) che vede coinvolti rappresentanti del Parlamento europeo (PE), del Consiglio dell'Unione europea e della Commissione europea. Lo scopo è quello di fare in modo che il Parlamento europeo e il Consiglio dell'UE, con la mediazione della Commissione, raggiungano più rapidamente un accordo all'interno della procedura legislativa ordinaria. Il termine “trilogo formale” si trova qualche volta riferito agli incontri della commissione di conciliazione, realizzati tra la seconda e la terza lettura. Ma le espressioni “trilogo” o “trilogo informale” sono più diffusamente utilizzate per indicare un incontro realizzato in un “quadro informale” che può essere realizzato in una qualsiasi fase della procedura legislativa ordinaria, già prima della prima lettura e fino ad arrivare al momento della procedura di conciliazione formale.  Gli eventuali accordi raggiunti nei triloghi informali vanno ad ogni modo approvati attraverso le procedure formali proprie di ciascuna delle tre istituzioni. I triloghi sono stati  "formalizzati" nel 2007 con una dichiarazione congiunta del Parlamento europeo, del Consiglio dell’UE e della Commissione UE senza tuttavia essere regolamentati dalla legislazione primaria.
La pratica di raggiungere accordi mediante triloghi per accelerare l’iter decisionale dell’UE ha subito uno sviluppo legato all’evoluzione del processo di integrazione europea e parallelo all’evoluzione del ruolo del PE come co-legislatore.
Nel corso della legislatura 2009-2014, periodo in cui è entrato in vigore il Trattato di Lisbona e la procedura di codecisione è diventata la procedura legislativa ordinaria, che vede il PE e il Consiglio dell'UE come co-legislatori, l’85% degli atti legislativi risulta essere stata approvata già nel corso della prima lettura, mentre il 13% degli atti è passato in seconda lettura e solo il 2% è arrivato alla procedura di conciliazione. Questa tendenza è stata accompagnata dalla crescita del numero dei triloghi (oltre 1500 nello stesso periodo) di cui si riconosce l’efficacia nel velocizzare la procedura legislativa.
Il principale strumento di lavoro utilizzato nei triloghi è il documento a quattro colonne. Si tratta di un foglio di lavoro distinto in quattro sezioni in ciascuna delle quali sono segnate le posizioni delle tre istituzioni UE. La prima colonna riporta la posizione della Commissione, la seconda con quella del PE, la terza e la quarta sezione presentano, rispettivamente, la posizione del Consiglio dell'UE e il testo di compromesso raggiunto nel corso del trilogo. Ma mentre le prime due posizioni sono pubbliche, le altre due colonne hanno spesso elementi testuali non ancora adottati, mentre la colonna che riporta l’esito della negoziazione tra le parti resta inaccessibile al pubblico.
I triloghi sono stati criticati per la mancanza di trasparenza dei negoziati e di democraticità sia riguardo al numero limitato dei rappresentanti delle istituzioni UE coinvolti che sui metodi di lavoro utilizzati. Il Mediatore europeo, l’organo dell’UE che si occupa della cattiva amministrazione delle istituzioni e organi dell’Unione europea ha avviato nel 2015 un’indagine per stabilire la necessità di una riforma del trilogo, delineando possibili proposte per raggiungere una maggiore trasparenza.